# Nahúm Gómez
Nahúm Gómez del Rosal (ur. 19 stycznia 1998 w Huejutla de Reyes) – meksykański piłkarz występujący na pozycji skrzydłowego, od 2022 roku zawodnik Atlético La Paz.